# Black Lick
Black Lick és una concentració de població designada pel cens dels Estats Units a l'estat de Pennsilvània. Segons el cens del 2000 tenia 1.438 habitants.

## Demografia
Segons el cens del 2000, Black Lick tenia 1.438 habitants, 560 habitatges, i 383 famílies. La densitat de població era de 216,9 habitants per quilòmetre quadrat.
Dels 560 habitatges en un 32,9% hi vivien nens de menys de 18 anys, en un 50,2% hi vivien parelles casades, en un 12,1% dones solteres, i en un 31,6% no eren unitats familiars. En el 27,9% dels habitatges hi vivien persones soles el 13,8% de les quals corresponia a persones de 65 anys o més que vivien soles. El nombre mitjà de persones vivint en cada habitatge era de 2,46 i el nombre mitjà de persones que vivien en cada família era de 2,97.
Per edats la població es repartia de la següent manera: un 22,9% tenia menys de 18 anys, un 8,4% entre 18 i 24, un 26,5% entre 25 i 44, un 23,1% de 45 a 60 i un 19,1% 65 anys o més.
L'edat mediana era de 40 anys. Per cada 100 dones de 18 o més anys hi havia 87,2 homes.
La renda mediana per habitatge era de 24.459 $ i la renda mediana per família de 31.103 $. Els homes tenien una renda mediana de 24.200 $ mentre que les dones 20.909 $. La renda per capita de la població era de 13.100 $. Entorn del 14,1% de les famílies i el 18,5% de la població estaven per davall del llindar de pobresa.

## Poblacions més properes
El següent diagrama mostra les poblacions més properes.